# Whitney Meyer
Pour les articles homonymes, voir Meyer.
Whitney Meyer est une actrice sourde américaine, née à Dallas, Texas. Elle est connue pour avoir joué le rôle de Tiffany DeSalle dans le premier épisode de la série Scream Queens.

## Biographie
Whitney Meyer est née sourde à Dallas, Texas. Elle est bilingue : anglais et langue des signes américaine. Sa famille déménage au Massachusetts quand Whitney a sept ans. Elle a quatorze ans quand son père décède.

## Filmographie
- 2014 : Sex Tape : Invitée de la remise de diplôme
- 2015 : American Odyssey : Figurante
- 2015 : Scream Queens : Tiffany « Taylor Swift sourde » DeSalle (saison 1, épisode 1 et 13)